# لغات العرب
كانت العرب وإن جمع جميعها اسم أنهم عرب، فهم مختلفوا الألسن بالبيان متباينو المنطق والكلام. وأن ألسنتهم كانت كثيرة كثرة يُعجز عن إحصائها. وقد ذكر عدد من العلماء أن لغات العرب كانت متباينة، وأن بعضها كانت بعيدة بعدًا كبيرًا عن عربيتنا، كالألسنة العربية الجنوبية ومنها الحميرية. قال ابن جني: "وبعد فلسنا نشك في بُعد لغة حمير ونحوها عن لغة بني نزار"، وقال أبو عمرو بن العلاء: "ما لسان حمير بلساننا ولا لغتهم بلغتنا". وذكر ابن فارس، أن ولد "إسماعيل"، يريد بهم العدنانية "يعيرون ولد قحطان أنهم ليسوا عربًا ويحتجون عليهم بأن لسانهم الحميرية، وأنهم يسمون اللحية بغير اسمها مع قول الله -جل ثناؤه- في قصة من قال: لا تأخذ بلحيتي ولا برأسي، وأنهم يسمون الذئب القلوب مع قوله: وأخاف أن يأكله الذئب وما أشبه ذلك.